# Зубко, Мирослава Игоревна
Мирослава Игоревна Зубко (род. 8 августа 2001, Ли́да, Гродненская область) — белорусская футболистка, нападающая ЖФК «Минск».

## Биография
Родилась 8 августа 2001 года в городе Лида, Гродненская область, Республика Беларусь.

## Карьера

### Футбол
Мирослава является воспитанницей лидской детской футбольной школы. Выступала с 2015 года в молодёжном первенстве республики Беларусь за команду ДЮСШ «Юность» (г. Лида). В 2020 году заключила профессиональный контракт с ЖФК «Зорка-БДУ». 29 марта 2020 года дебютировала в составе женской команды «Зорка-БДУ» в матче за Суперкубок Республики Беларусь 2020 г. 2 мая 2020 года дебютировала в матче первого тура женской лиги Республики Беларусь 2020 в игре против футбольного клуба БОЦОР. В сезоне 2020 провела 19 матчей и забила 3 гола. В сезоне 2021 провела 15 матчей и забила 5 мячей. В 2022 году перешла в футбольный клуб «Минск» в качестве свободного агента. 13 марта 2022 стала финалистом Суперкубка Республики Беларуси 2022, 6 августа стала финалистом Кубка Республики Беларусь 2022 в составе ЖФК Минск.

### Мини-футбол
Зубко начала карьеру в мини-футбольном клубе «Регион-ГрГУ». В сезоне 2017/2018 стала бронзовым призёром Республики Беларусь по мини-футболу и вторым бомбардиром лиги (в активе 32 мяча). 24 апреля 2018 года дебютировала в составе женской Национальной сборной Республики Беларусь по мини-футболу в матче против сборной Литвы. 29 октября 2018 года стала обладателем Суперкубка Республики Беларусь 2018 по мини-футболу среди женских команд. В 2018/2019 стала бронзовым призёром Республики Беларусь, занеся в актив 24 мяча.
В 2019 году футзальный портал Futsalplanet.com поставил Мирославу на 35 место среди самых результативных игроков женских команд Европы.

## Достижения
- Бронзовый призёр Чемпионата Республики Беларусь среди женских команд по мини-футболу 2017/2018, 2018/2019.
- Обладатель Суперкубка Республики Беларусь по мини-футболу среди женских команд 2018 г.
- Финалист Суперкубка Республики Беларуси 2020
- Бронзовый призёр чемпионата Республики Беларуси 2021.
- Финалист Суперкубка Республики Беларуси 2022.
- Финалист Кубка Республики Беларусь 2022.